# 平野克幸
平野 克幸（ひらの かつゆき、1980年2月24日 - ）は、日本の男性イラストレーター、原画家。埼玉県在住。

## 作品リスト

### ゲーム原画
- ソウルズシリーズ
  - 新紀幻想スペクトラルソウルズ（キャラクターデザイン・原画/2003年）
  - 新紀幻想スペクトラルソウルズII（キャラクターデザイン・原画/2005年）
  - ブレイジングソウルズ（キャラクターデザイン・原画/2006年）
- アガレスト戦記シリーズ（アイディアファクトリー/レッド・エンタテインメント）
  - アガレスト戦記（キャラクターデザイン・原画/2007年）
  - アガレスト戦記ZERO（キャラクターデザイン・原画/2009年）
  - アガレスト戦記2（キャラクターデザイン・原画/2010年）
  - アガレスト戦記 Mariage（パニーニャ、ピアディナのキャラクターデザイン/2012年）
- スペクトラルフォース ジェネシス（キャラクターデザイン・原画/2008年）
- たっち、しよっ! 〜Love Application〜（コンパイルハート/キャラクターデザイン・原画/2012年）
- 圧倒的遊戯 ムゲンソウルズ（コンパイルハート/原画/2012年）
- 恋花デイズ（オトメイト、キャラクターデザイン・原画/2013年）
- フェアリーフェンサー エフ（コンパイルハート/女神デザイン/2013年）
- 限界凸騎シリーズ（コンパイルハート）
  - 限界凸騎 モンスターモンピース（一部モンスター娘デザイン/2013年）
  - 限界凸記 モエロクロニクル（キャラクターデザイン・原画/2014年）
  - 限界凸起 モエロクリスタル（キャラクターデザイン・原画/2015年）
  - 限界凸城 キャッスルパンツァーズ（キャラクターデザイン・原画/2017年）
- ガンガンピクシーズ（コンパイルハート/キャラクターデザイン・原画/2017年）
- 竜星のヴァルニール（コンパイルハート/一部キャラクターデザイン/2018年）
- メガミラクルフォース（コンパイルハート/一部キャラクターデザイン/2019年）
- 絵師神の絆（コンパイルハート/メルモ、百鬼丸デザイン/2020年）
- ネプテューヌシリーズ（コンパイルハート）
  - ブイブイブイテューヌ（キャラクターリファインデザイン/2020年）
  - Go!Go!5次元GAME ネプテューヌ re★Verse（パッケージイラスト/2020年）
  - 超次元ゲイム ネプテューヌ Sisters vs Sisters（キャラクターデザイン・原画/2022年）
  - 超次元ゲイム ネプテューヌ GameMaker R:Evolution（キャラクターデザイン/2023年）
- 東方スペルカーニバル（コンパイルハート/キャラクターデザイン/2024年）

### 文庫挿絵
- 学園都市ヴァラノワール 未来は薔薇の色（桜庭一樹著、ファミ通文庫/2002年）
- イリスの虹（七月隆文著、電撃文庫/2005年）

津雪 名義での活動
- 迷宮街クロニクル（林亮介著、GA文庫）
- ウェスタディアの双星（小河正岳著、電撃文庫）
- ブレイドライン（水野良著、角川スニーカー文庫）
- クリムゾン・オーガ（夏希のたね著、幻狼ファンタジアノベルス）
- サムライブラッド〜天守無双〜（松時ノ介著、HJ文庫）

### イラスト集
- 平野克幸アートワークス （ソフトバンククリエイティブ/2010年）